# Charles Hobaugh
Charles Owen Hobaugh (Bar Harbor, 5 november 1961) is een voormalig Amerikaans ruimtevaarder. Hobaugh zijn eerste ruimtevlucht was STS-104 met de spaceshuttle Atlantis en vond plaats op 12 juli 2001. Tijdens de missie werd de Quest Joint Airlock module gekoppeld aan het Internationaal ruimtestation ISS.
Hobaugh maakte deel uit van NASA Astronaut Group 16. Deze groep van 44 ruimtevaarders begon hun training in 1996 en had als bijnaam The Sardines.
In totaal heeft Hobaugh drie ruimtevluchten op zijn naam staan, waaronder meerdere missies naar het Internationaal ruimtestation ISS. In 2011 verliet hij NASA en ging hij als astronaut met pensioen. 